# Taylor Frey
Taylor Frey (* 28. April 1989 in Las Vegas, Nevada) ist ein US-amerikanischer Filmschauspieler.

## Leben
Taylor Frey wurde in Las Vegas geboren und wuchs mormonisch auf. Er besuchte die Viewmont High School und machte seinen Bachelor an der Brigham Young University. Aufgrund des Ehrenkodex der Universität, der homosexuellen Kontakt verbietet, wurde er während seiner Zeit dort fast ausgewiesen.
Seinen ersten Auftritt vor der Kamera hatte er im Jahr 2010, als er in der Serie Gossip Girl mitspielte. Zunehmende Bekanntheit erlangte der US-Amerikaner aber vor allem durch seine Rollen in Zeit der Sehnsucht und ES Kapitel 2. 2016 heiratete er den Musiker und Songwriter Kyle Dean Massey in Palm Springs. Das Paar lebt derzeit in West Hollywood.

## Filmografie (Auswahl)
- 2010: Gossip Girl (Fernsehserie, 1 Folge)
- 2010: Live from Lincoln Center (Fernsehserie, 1 Folge)
- 2011: The Miraculous Year
- 2012: Zeit der Sehnsucht (Days of Our Lives, Fernsehserie, 5 Folgen)
- 2013: G.B.F
- 2013: The Carrie Diaries (Fernsehserie, 1 Folge)
- 2016: L’estate addosso
- 2019: Es Kapitel 2 (It Chapter Two)
- 2019: The Naughty List
- 2020: Off the Grid